# Ephies nagaii
Ephies nagaii là một loài bọ cánh cứng trong họ Cerambycidae.